# Club Baños Ciudad de Fuego
El Club Deportivo Baños Ciudad de Fuego es un equipo de fútbol profesional de Baños, Tungurahua, Ecuador, fundado el 11 de mayo de 2016.
Está afiliado a la Asociación de Fútbol Profesional de Tungurahua.

## Trayectoria
El equipo fue establecido por iniciativa de Mesías Torres y Dalivor Luna en 2016, debutando en el campeonato de Segunda Categoría de Tungurahua en 2020. En 2022 clasificó a la fase nacional de ascenso. El 3 de septiembre del 2022, logra su primer título, al ganarle con un global de 2 a 1 al Santiago de Pillaro, en la final de la Segunda Categoría de Tungurahua.